# 中國菜系
菜系是指依据各地饮食风味差异对中国菜进行区分的体系，本身是当代出现的汉语新词。
古代文献中所记载的中国各地饮食差异，仅有物产、食材不同。至宋代经济繁荣，带动餐饮业，方使人们意识到各地风味的不同。明代经济和城市繁荣所壮大的市民阶层，更进一步促进饮食文化的发展。期间，番茄、番薯、南瓜、玉米、辣椒、大蒜等外来食材进入中国。但至清代中期，中国社会方才确立主要调味料——辣椒和蔗糖的运用。
晚清以来，中国进入工业化、城市化的时代，工人、市民阶层的壮大，亦促使餐饮的商品化和现代化。类似当代菜系概念的区分——“帮口”，即以某帮菜的命名方式出现于民国时期。杭帮菜等命名沿用至今。中华人民共和国在1949年成立后，受政治因素影响，以去除“封资修”色彩的菜系一词替代了帮菜。研究者认为，这是1950、60年代任商业部长的姚依林在对外交流中发明的新词。出现在文献中则在1970年代以后。当代社会所熟知的八大菜系，则出现于改革开放之后。1980年6月20日，《人民日报》刊登的汪绍铨文章《我国的八大菜系》，是最早的文献记录。此后，因经济利益影响，中国菜系之争绵延不绝。

## 四大菜系
在中國的不同菜系之中，以四大菜系的定義最為明確，中國四大菜系是由蘇菜、粤菜、川菜和鲁菜組成，分別代表中國地理上的東、南、西、北，由於上述菜系的所在地在地理上相距較遠，在地理分隔下，不論在氣候、人文及歷史變遷，都有較大的差異，因此這四大菜系之間在選材、調味、味型、烹調手法，以至餐飲文化也有較顯著的不同。
四大菜系及其分支派系：
- 鲁菜
  - 济南菜或稱齐鲁菜
  - 胶东菜或稱胶辽菜、福山菜、烟台菜（涵盖大连菜）
  - 孔府菜或是济宁菜 （其中包括孔府菜）
- 川菜
  - 成都菜上河幫（蓉派）川菜
  - 重庆菜下河幫（渝派）川菜
  - 自贡菜小河幫川菜（鹽幫菜）
- 粤菜
  - 廣府菜
  - 顺德菜
  - 客家菜
  - 潮州菜
- 蘇菜（淮扬菜）
  - 金陵菜（京苏菜）
  - 苏锡菜
  - 徐海菜

## 其他的各大菜系

### 八大菜系之說
除以上四大菜系之外，再增加：
- 闽菜
  - 福州菜
  - 莆田菜
  - 厦门菜
  - 泉州菜
  - 漳州菜
- 浙菜
  - 杭帮菜
  - 甬幫菜或稱宁波菜
  - 瓯江菜或稱温州菜
  - 婺州菜或稱金华菜
  - 绍兴菜
- 湘菜
  - 湘江菜或稱潇湘菜
  - 洞庭菜或稱湘北菜
  - 湘西菜
- 徽菜
  - 徽州菜[7]

### 十大菜系之说
除以上八大菜系之外，再增加：
- 北京菜或称京菜
- 海南菜或称琼菜

### 十二大菜系之说
除以上十大菜系之外，再增加：
- 河南菜或称豫菜
- 陕西菜或称陕菜
- 亦有西北菜而取代陕菜
- 并以东北菜取代豫菜

### 其它菜系
- 客家菜
- 潮州菜
- 云南菜（又名滇菜）
- 龙江菜
- 桂菜
- 冀菜（又名直隶菜）
- 辽菜
- 津菜
- 楚菜
- 赣菜
- 贵州菜 （又名黔菜）
- 上海菜（上海菜為蘇菜的分支）
- 香港菜（香港菜為粵菜的分支）
- 澳門菜（澳門菜為粵菜的分支）
- 台灣菜（受闽菜和潮州菜的影響很深）[8]
- 清真菜：因穆斯林遍布全中国，清真菜多为当地风味但符合清真教规，并无菜系。而宁夏、新疆等地菜馆多为清真菜则为例外。
  - 新疆烹饪
  - 羊肉火锅
- 齋菜

## 菜系之争
1980年代以来，中国大陆关于菜系的各类争议不断。有作者归纳，争议焦点有两个，一、各菜系的“座次排位”，二、以区域差异为菜系分类的方法是否科学、合理。
诸多争议中，以第九大菜系、第十八菜系之争常见。贵州菜（黔菜）、蒙餐均称为第九大菜系。面对可能永无止境的菜系之争，有作者提出，以风味取代菜系，以结束数十年的菜系之争。